# 1888 en science
| Années de la science : 1885 - 1886 - 1887 - 1888 - 1889 - 1890 - 1891    |
| Décennies de la science : 1850 - 1860 - 1870 - 1880 - 1890 - 1900 - 1910 |

Cet article présente les faits marquants de l'année 1888 en science.

## Événements
- 3 janvier : premières observations réalisées avec la lunette astronomique de 36 pouces (91 cm) à l'observatoire Lick sur le mont Hamilton, en Californie, alors la plus grande du monde et la première établie au sommet d'une montagne[1].
- 27 janvier : fondation de la National Geographic Society.

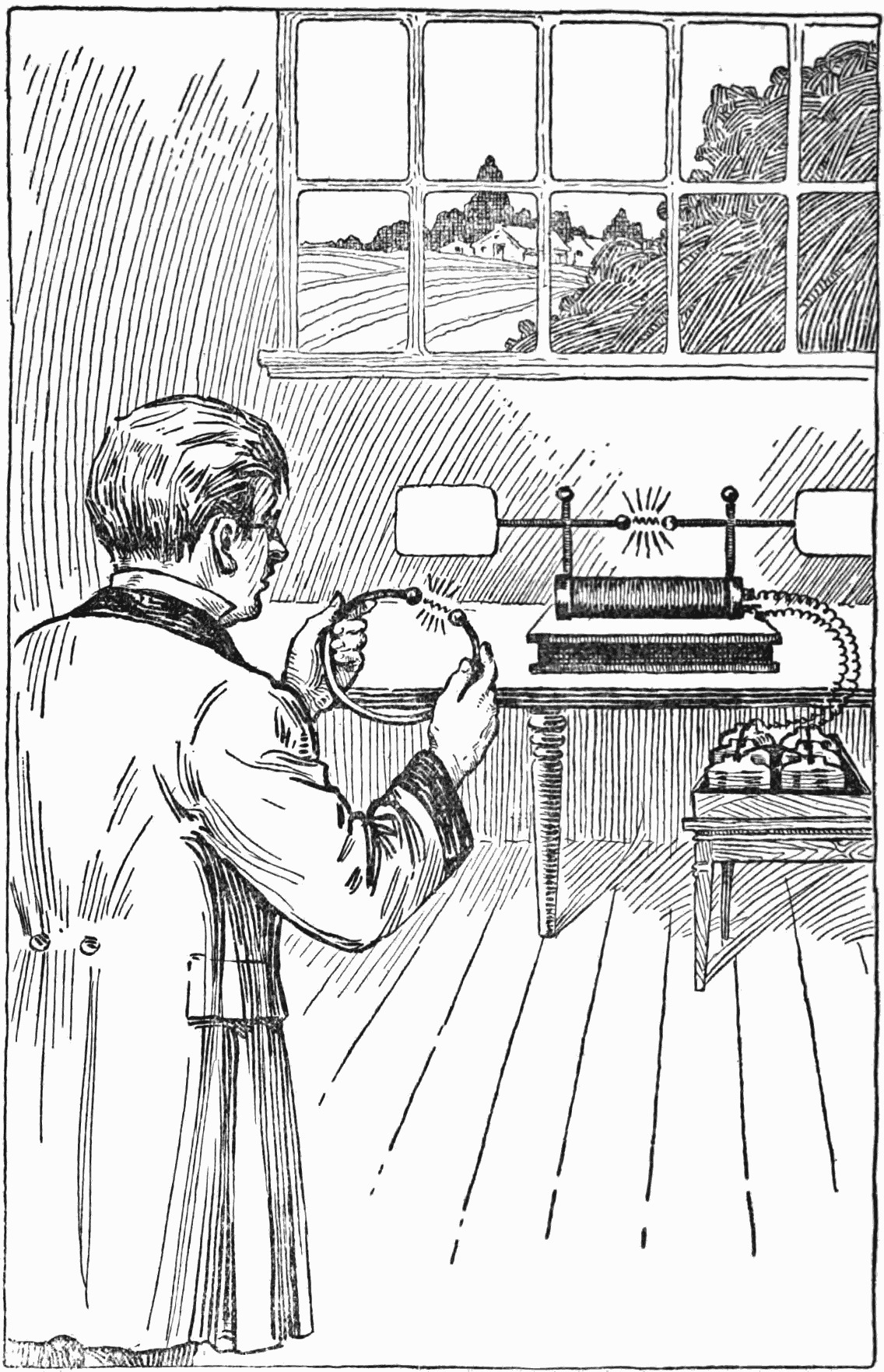
Heinrich Hertz découvre expérimentalement les ondes radio.

- 15 mars : le physicien allemand Heinrich Hertz produit et détecte pour la première fois des ondes électromagnétiques invisibles, susceptibles de se réfléchir, de se réfracter et de se diffracter[2]. Cette découverte constitue une confirmation expérimentale spectaculaire de la théorie de James Clerk Maxwell, publiée en 1873[3].

- 17 juillet : ouverture du Laboratoire de biologie marine de Woods Hole près de Boston, au Massachusetts[4].

- 15 août-3 octobre: l’explorateur norvégien Fridtjof Nansen traverse le Groenland d’est en ouest[5].
- 1er octobre : Auguste Forel ouvre en Suisse le premier établissement de désintoxication pour alcooliques à Ellikon (Thurgovie). Le premier patient arrive le 3 janvier 1889[6].

- 14 novembre : inauguration de l'Institut Pasteur[7].
- 20 décembre : La notion de corrélation en tant que concept statistique est développée par le statisticien britannique Francis Galton dans un article lu devant la Royal Society intitulé Co-relations and their measurement, chiefly from anthropometric data[8].

- Un chimiste de l'Académie navale d'Annapolis (États-Unis), Charles Edward Munroe, découvre en étudiant la nitrocellulose que l'effet perforant est démultiplié lorsque la charge est confinée dans un réceptacle concave (effet Munroe)[9].

### Technologie

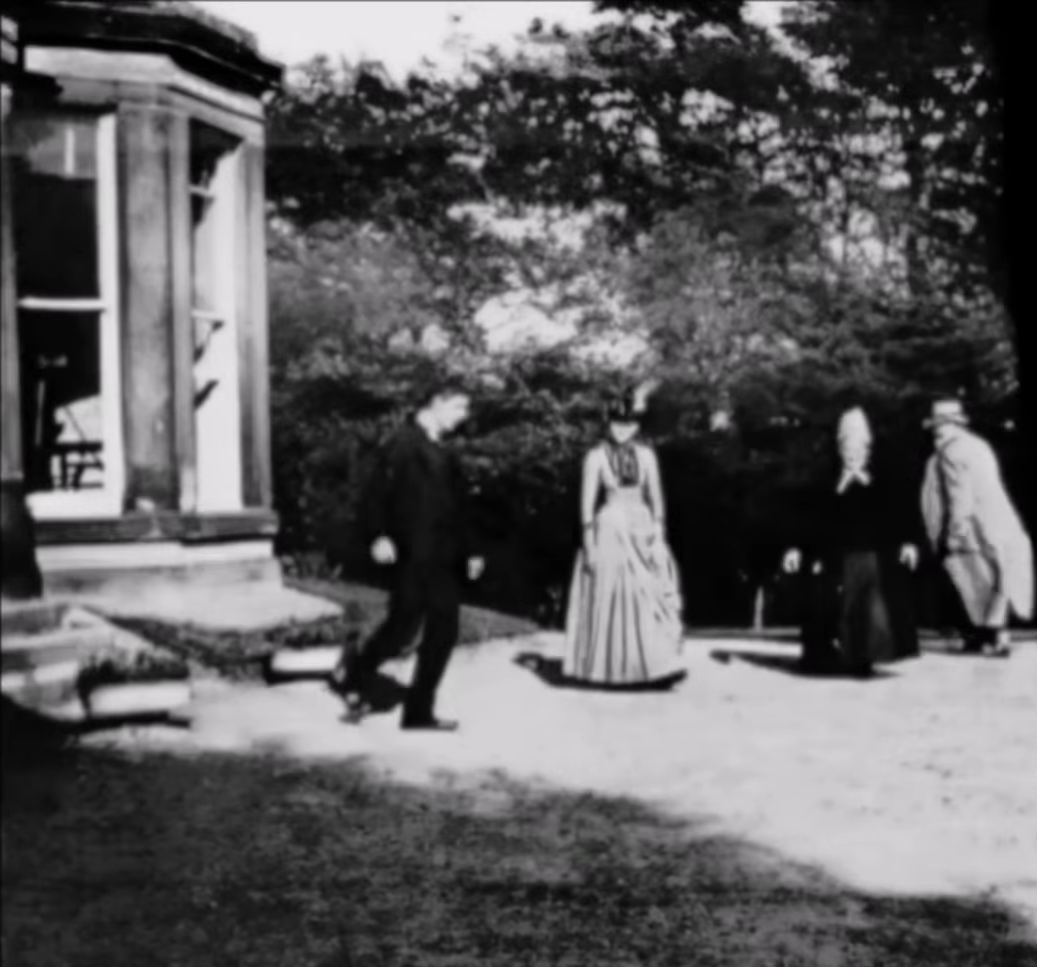
Une scène au jardin de Roundhay, considéré comme le premier film jamais réalisé.

- 10 janvier : le brevet déposé par Louis Le Prince en 1886 Method of and apparatus for producing animated pictures of natural scenery and life (Méthode et appareils pour reproduire des images animées de scène naturelle et de la vie) au Patent Office de Washington est enregistré sous le numéro 376247 ; le brevet est déposé à Londres le même jour et le 11 janvier à Paris par l’intermédiaire du Cabinet Thirion. Le 16 novembre est déposé un additif sous le titre Améliorations de la méthode et des appareils pour produire des images photographiques animées, dans lequel est décrit un système d’obturation électromagnétique. Leprince met au point une caméra chronophotographique mono-objectif pouvant filmer à plus de seize images par seconde avec une pellicule mobile non perforée et réalise plusieurs films (ouvrier en train de marcher, Une scène au jardin de Roundhay, jeune homme jouant de l’accordéon et le pont de Leeds. Il est le premier à projeter des images animées sur un écran sans pouvoir résoudre correctement tous les problèmes liés à une projection de qualité acceptable[10]. Son dispositif est considéré comme précurseur du cinématographe.

- 25 février : Eadweard Muybridge présente le zoopraxiscope à West Orange, New Jersey[11].

- 1er mai : l'inventeur américain  d'origine serbe Nikola Tesla obtient un brevet pour un moteur à induction[12].
- 16 mai : Émile Berliner présente le gramophone au Franklin Institute à Philadelphie[13].
- 4 septembre : l'inventeur américain George Eastman obtient un brevet pour son appareil photographique à pellicule souple et enregistre la marque Kodak[14].

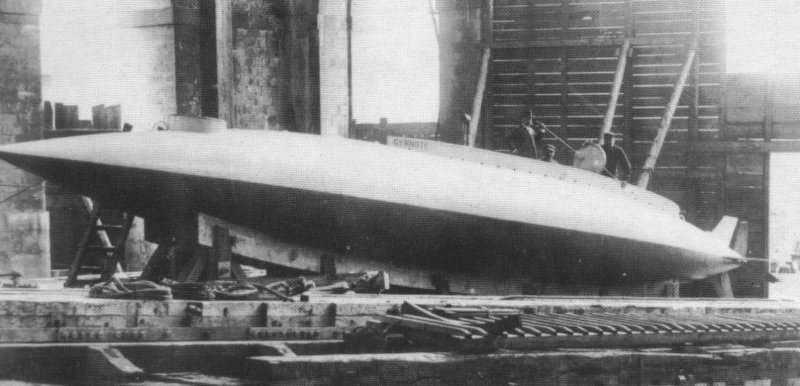
Le sous-marin Gymnote, en 1889.

- 24 septembre : mise à flot à Toulon du Gymnote, sous-marin électrique français conçu Dupuy de Lôme et mis au point par Gustave Zédé, le premier sous-marin réellement opérationnel[15]. Il est équipé d'un moteur, d'un périscope et d'un gyroscope électrique[16].
- 8 octobre : Thomas Edison présente le kinétoscope au bureau des brevets américains[17].

- 29 octobre : l'inventeur français Étienne-Jules Marey présente à l'Académie des Sciences son procédé de  chronophotographie « une bande de papier sur laquelle une série d'images a été obtenue à raison de 20 images par seconde »[18].
- 30 octobre : le tanneur américain John J. Loud fait breveter un stylo à bille permettant d'écrire sur le cuir et le bois[19].
- 21 novembre : dans un article lu devant le Franklin Institute intitulé A Perfect Substitute for Glass le photographe britannique John Carbutt présente son invention de la pellicule photographique à base de nitrate de cellulose[20]. Elle est distribuée par l'industriel américain George Eastman en 1889.
- 1er décembre : l'inventeur Émile Reynaud dépose un brevet pour son Théâtre optique[21], accordé le 14 janvier 1889.
- 7 décembre : John Boyd Dunlop obtient un brevet pour un pneu en caoutchouc avec valve et chambre à air[22]. La firme Dunlop est fondée en 1889.

- L'inventeur allemand Siegfried Marcus met au point vers 1888-1889 une automobile avec un moteur à combustion interne à benzine[23].
- Thomas Burberry fait breveter la gabardine[24].

## Publications
- Octobre : le National Geographic Magazine sort son premier numéro.

- Henri Le Chatelier, Recherches expérimentales et théoriques sur les équilibres chimiques, Paris, Dunod, 1888
- John Dreyer : New General Catalogue of Nebulae and Clusters of Stars (« Nouveau catalogue général de nébuleuses et d'amas d'étoiles »)
- Charles Edward Munroe : Lectures on Chemistry and Explosives.

## Prix
- 24 décembre : l'Académie des Sciences décerne le prix Bordin au mémoire de Sophie Kowalevski intitulé Sur le problème de la rotation d'un corps solide autour d'un point fixe[25]. Depuis les mathématiciens appellent cette sorte de gyroscope « le cas de Kowalevski »[26].

- Médailles de la Royal Society
  - Médaille Copley : Thomas Henry Huxley
  - Médaille Davy : William Crookes
  - Médaille royale : Osborne Reynolds, Ferdinand von Mueller
  - Médaille Rumford : Pietro Tacchini

- Médailles de la Geological Society of London
  - Médaille Lyell : Henry Alleyne Nicholson
  - Médaille Murchison : John Strong Newberry
  - Médaille Wollaston : Henry Benedict Medlicott

- Médaille Linnéenne : Sir Joseph Dalton Hooker et Sir Richard Owen

## Naissances

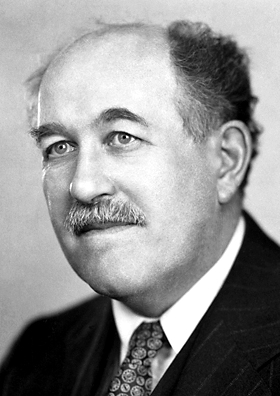
Otto Stern

- 16 janvier : Albert Graham Ingalls (mort en 1958), chroniqueur scientifique et astronome amateur américain.
- 27 janvier : Victor Goldschmidt (mort en 1947), chimiste norvégien.
- 29 janvier : Sydney Chapman (mort en 1970), astronome et géophysicien britannique.
- 17 février : Otto Stern (mort en 1969), physicien allemand, prix Nobel de physique en 1943.

- 28 mars : Paul D. Foote (mort en 1971), physicien américain.
- 28 mars : Dinsmore Alter (mort en 1968), astronome et météorologue américain.
- 21 avril : Guido Calza (mort en 1946), archéologue et historien italien.
- 29 juin: Alexandre Friedmann (mort en 1925), physicien et mathématicien russe.
- 9 juillet : Reginald Engelbach (mort en 1946), archéologue et égyptologue britannique.
- 16 juillet : Frederik Zernike (mort en 1966), physicien néerlandais, prix Nobel de physique en 1953.
- 16 août : Thomas Edward Lawrence (mort en 1935), archéologue, officier, aventurier, espion et écrivain britannique.

- 6 septembre : Adam Massinger (mort en 1914), astronome allemand.
- 8 septembre : Louis Zimmer (mort en 1970), horloger et astronome amateur belge.

- 16 octobre : André Vayson de Pradenne (mort en 1939), préhistorien français.
- 25 octobre : Richard Byrd (mort en 1957), explorateur, le premier à survoler le pôle Nord en 1926.

- 7 novembre : Chandrashekhara Venkata Râman (mort en 1970), physicien indien, prix Nobel de physique en 1930.
- 15 novembre : Harald Ulrik Sverdrup (mort en 1957), météorologiste et océanographe.

- 27 décembre : Ernst Rothlin (mort en 1972), chimiste et pharmacologue suisse.
- 31 décembre : Pierre Chevenard (mort en 1960), ingénieur et scientifique français.

## Décès

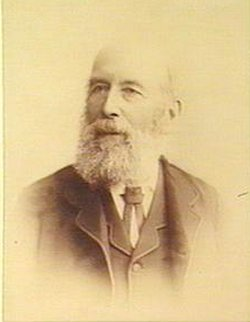
George Robert Waterhouse

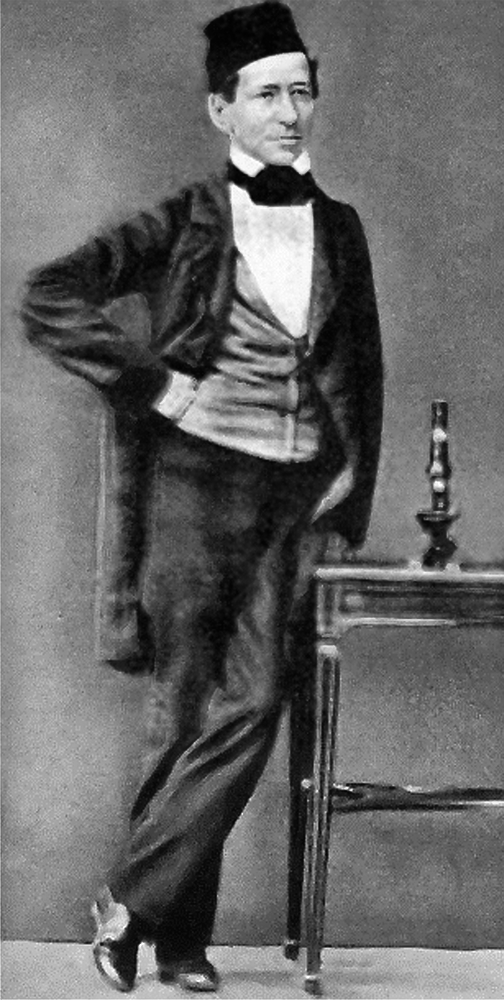
Carl Zeiss

- 21 janvier : George Robert Waterhouse (né en 1810), naturaliste britannique.
- 30 janvier : Asa Gray (né en 1810), botaniste américain.
- 3 février : Henry Sumner Maine (né en 1822), juriste et anthropologue britannique.
- 9 mars : Robert Gordon Latham (né en 1860), philologue et ethnologue britannique.
- 16 avril : Zygmunt Wróblewski (né en 1845), physicien et chimiste polonais.
- 23 avril : Gerhard vom Rath (né en 1830), minéralogiste et géologue allemand.
- 26 mai
  - Frédéric Alphonse Musculus (né en 1829), chimiste français.
  - Ascanio Sobrero (né en 1812), chimiste italien.
- 28 mai : Paul-Émile De Puydt (né en 1810), botaniste, économiste et écrivain belge.
- 2 juin : Marcelino Sanz de Sautuola (né en 1831), juriste et archéologue amateur espagnol.
- 12 juillet : Jean-Charles Houzeau de Lehaie (né en 1820), astronome et journaliste belge.
- 19 juillet : Henri Debray (né en 1827), chimiste français.
- 24 août : Rudolf Clausius (né en 1822), mathématicien et physicien allemand.
- 26 septembre :
  - Eugène Raspail (né en 1812), géologue français.
  - Anders Lorange (né en 1847), archéologue norvégien.
- 19 octobre : Jules Morière (né en 1817), naturaliste français.
- 15 novembre : Hermann von Rosenberg (né en 1817), militaire et naturaliste d'origine allemande.
- 26 novembre : Lucien Gaulard (né en 1850), ingénieur en électricité français, inventeur du transformateur électrique.
- 3 décembre : Carl Zeiss (né en 1816), ingénieur-opticien, fondateur de la société Carl Zeiss.